# Rogue Agent - La recluta
Rogue Agent - La recluta (Rogue Agent) è un film del 2017 diretto da Kai Barry.

## Trama
La giovane recluta Alex è di recente entrato a far parte di un gruppo di intervento speciale che lavora sotto gli ordini del capitano Daniel Frost, che è per lui un mentore. Al team viene assegnata una missione di spionaggio in Serbia che per Alex sarà la prima. Questa però si rivela essere un'imboscata dato che grazie ad una donna tutti gli altri quattro membri del suo team sono stati uccisi. Alex, essendo l'unico sopravvissuto, viene sospettato di tradimento ed è costretto a fuggire avendo alle calcagna il gruppo di intervento speciale. Allo stesso tempo ha con sé una registrazione audio che lo guiderà nelle sue indagini assieme ad Anja. Egli scoprirà la verità che lo porterà fino all'apice del gruppo e fino al governo.